# Esquerchin
Esquerchin ist eine französische Gemeinde mit 902 Einwohnern (Stand: 1. Januar 2022) im Département Nord in der Region Nord-Pas-de-Calais. Sie gehört zum Arrondissement Douai und zum Kanton Douai. Die Einwohner werden Esquerchinois und Esquerchinoises genannt.

## Geographie
Die Gemeinde Esquerchin liegt am Bach Escrebieux an der Grenze zum Département Pas-de-Calais, rund drei Kilometer westlich von Douai. Umgeben wird Esquerchin von den Nachbargemeinden Noyelles-Godault im Nordwesten und Norden, Courcelles-lès-Lens und Flers-en-Escrebieux im Norden, Lauwin-Planque im Nordosten und Osten, Cuincy im Südosten und Süden, Quiéry-la-Motte im Südwesten sowie Hénin-Beaumont im Nordwesten.

## Bevölkerungsentwicklung
| Jahr                       | 1962 | 1968 | 1975 | 1982 | 1990 | 1999 | 2006 | 2012 | 2020 |
| Einwohner                  | 749  | 800  | 751  | 714  | 739  | 723  | 809  | 907  | 914  |
| Quellen: Cassini und INSEE |      |      |      |      |      |      |      |      |      |

## Sehenswürdigkeiten
- Kirche Notre-Dame aus dem Jahr 1230

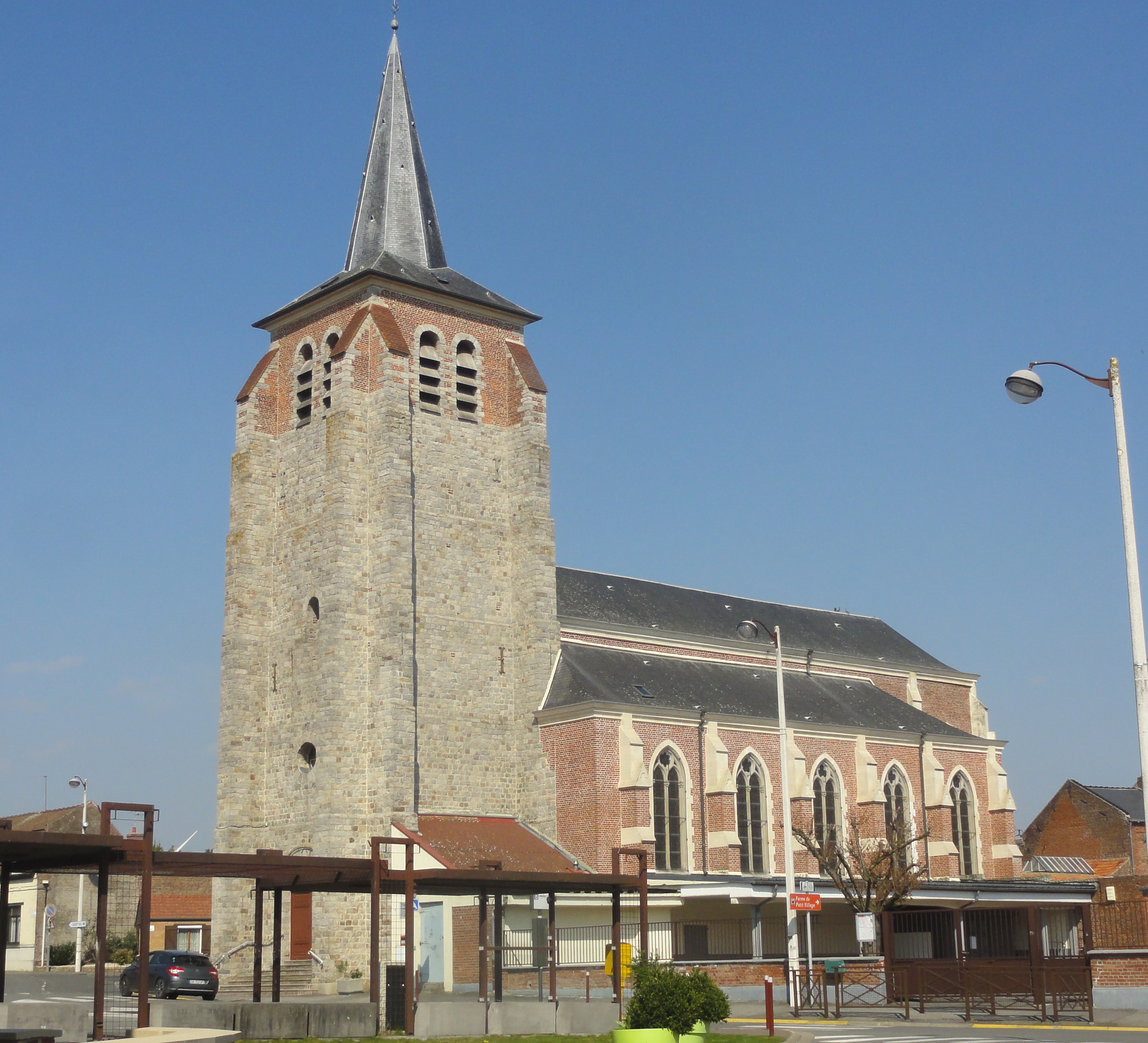
Kirche Notre-Dame
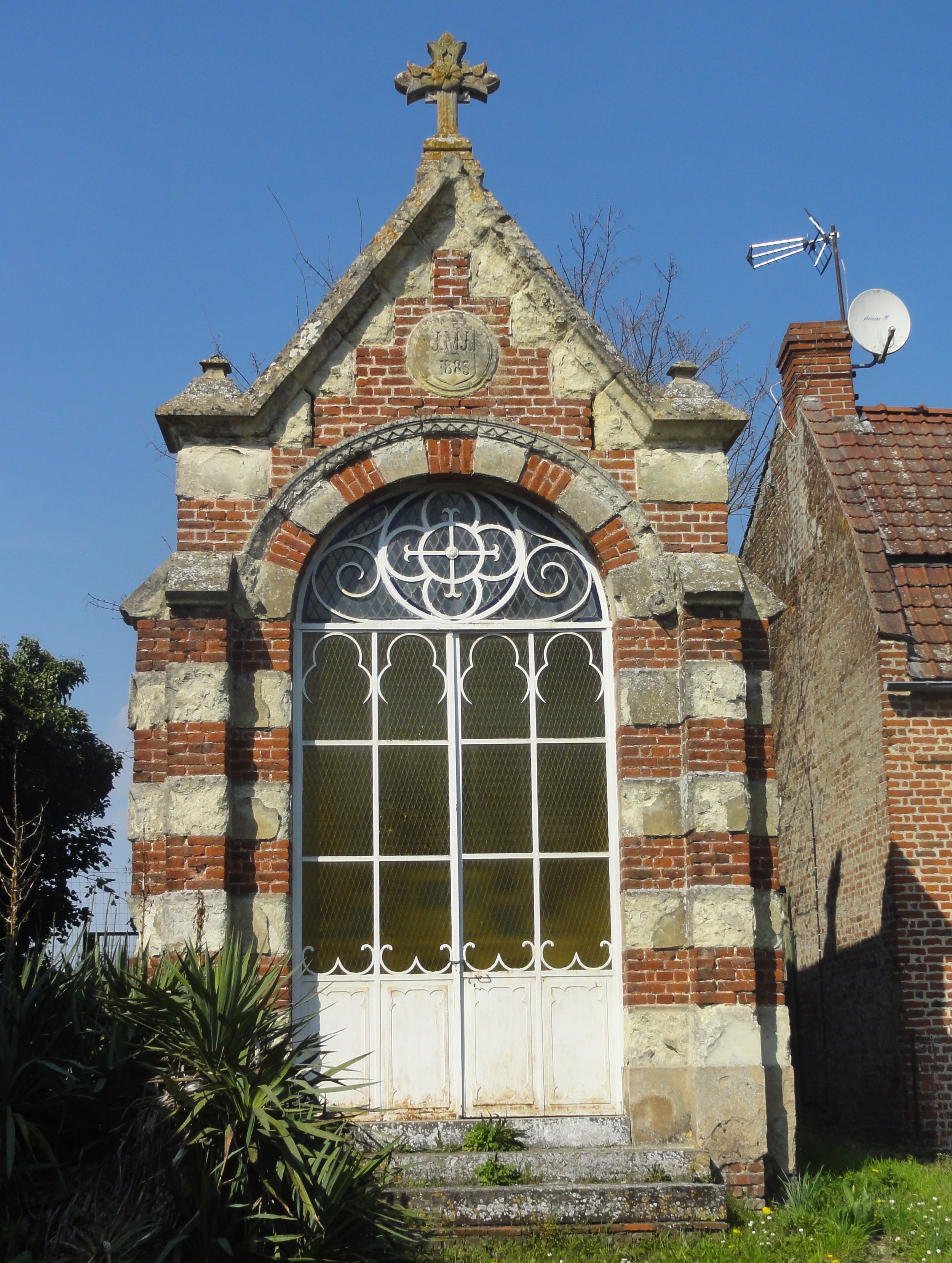
Kapelle in der Rue Marcel-Leroy
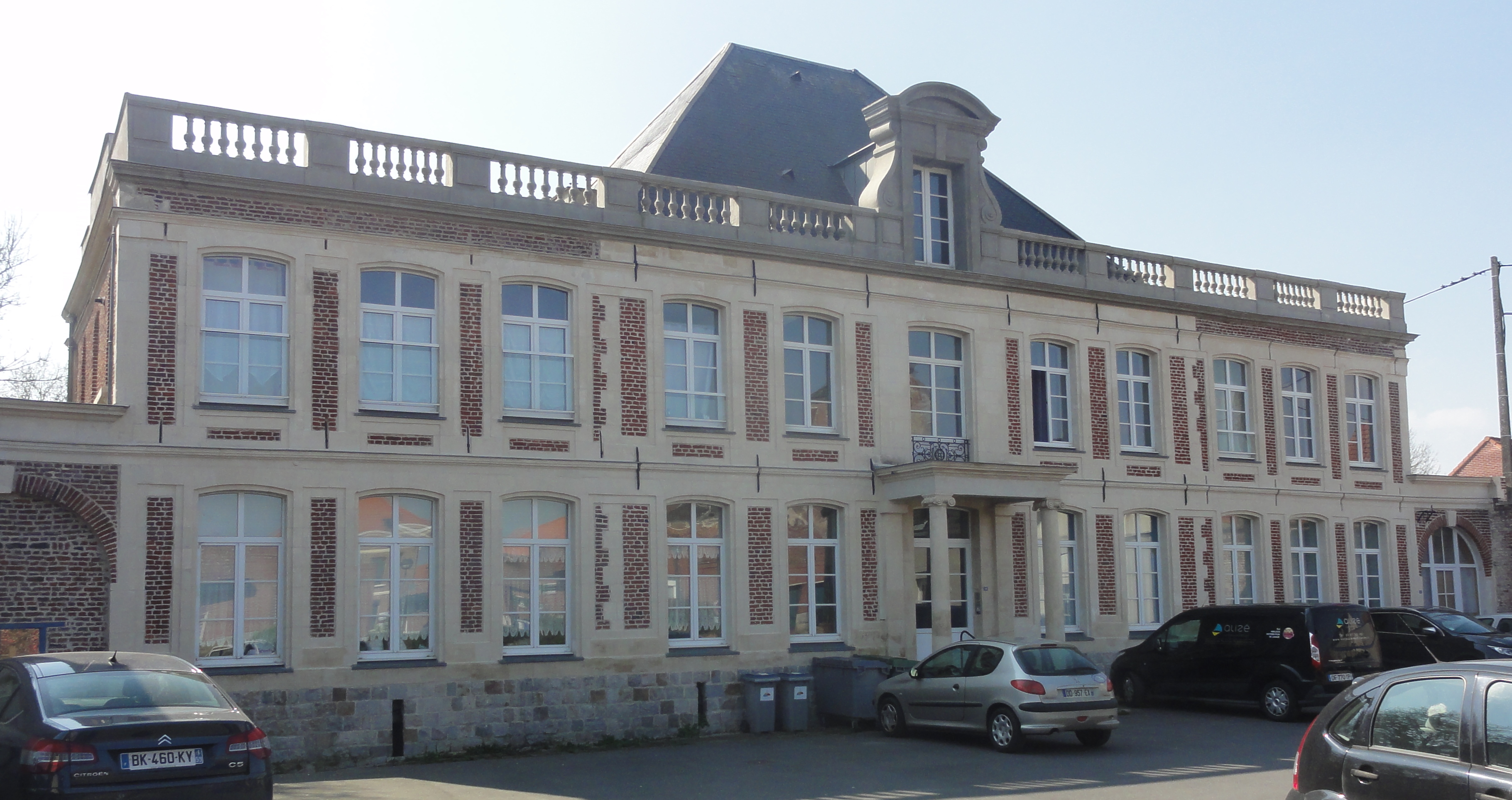
Schloss
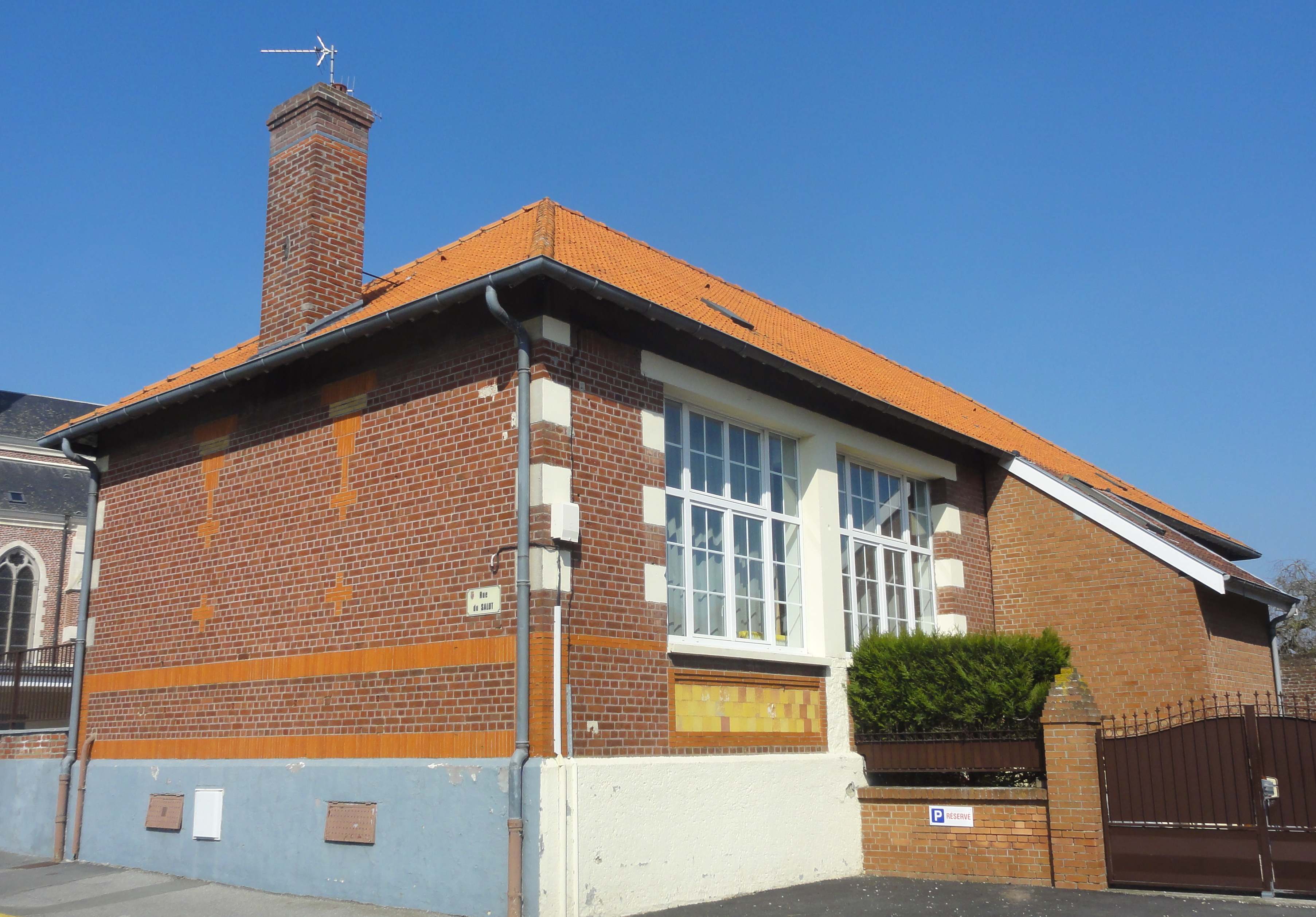
Grundschule
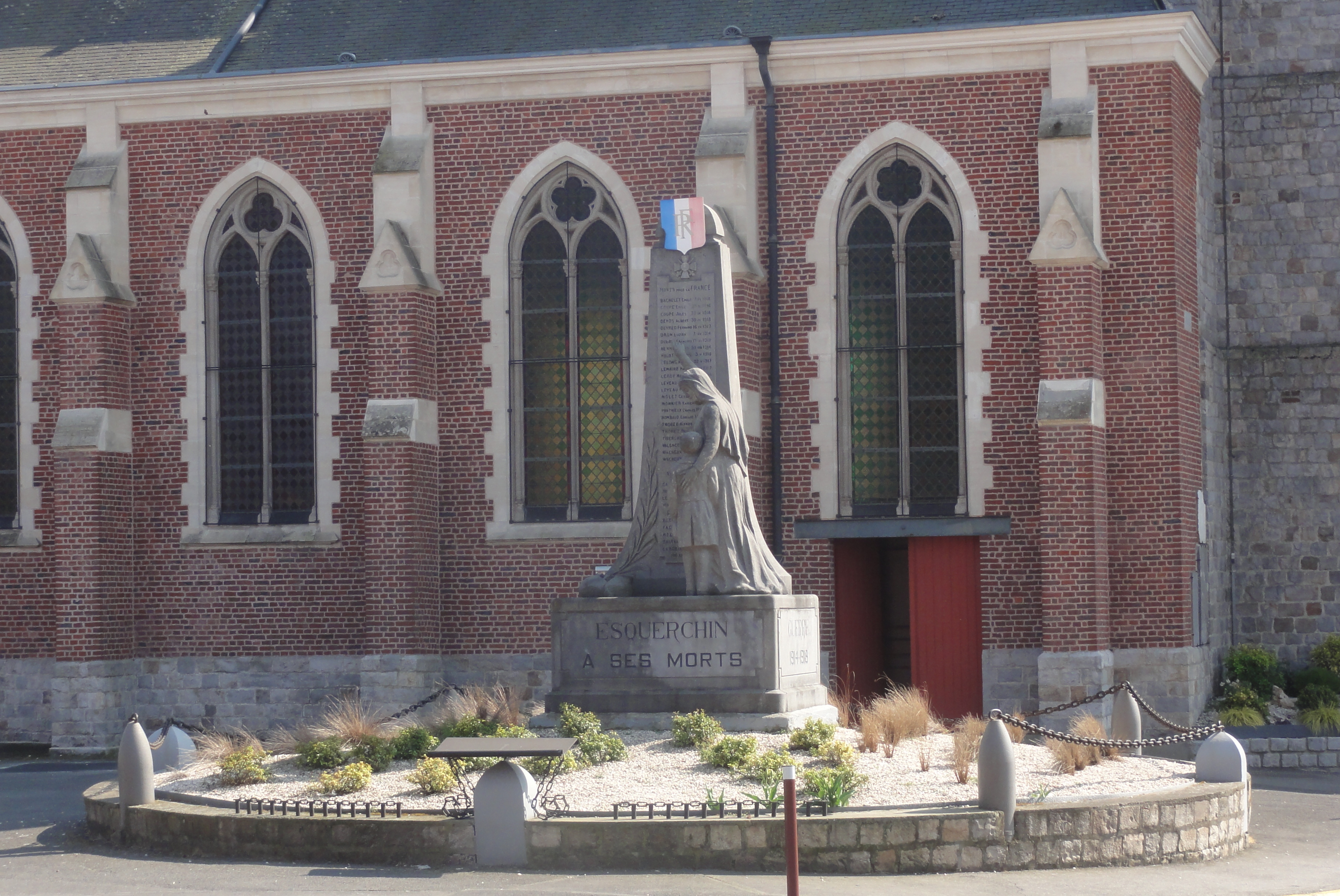
Gefallenendenkmal